# Ośla łączka

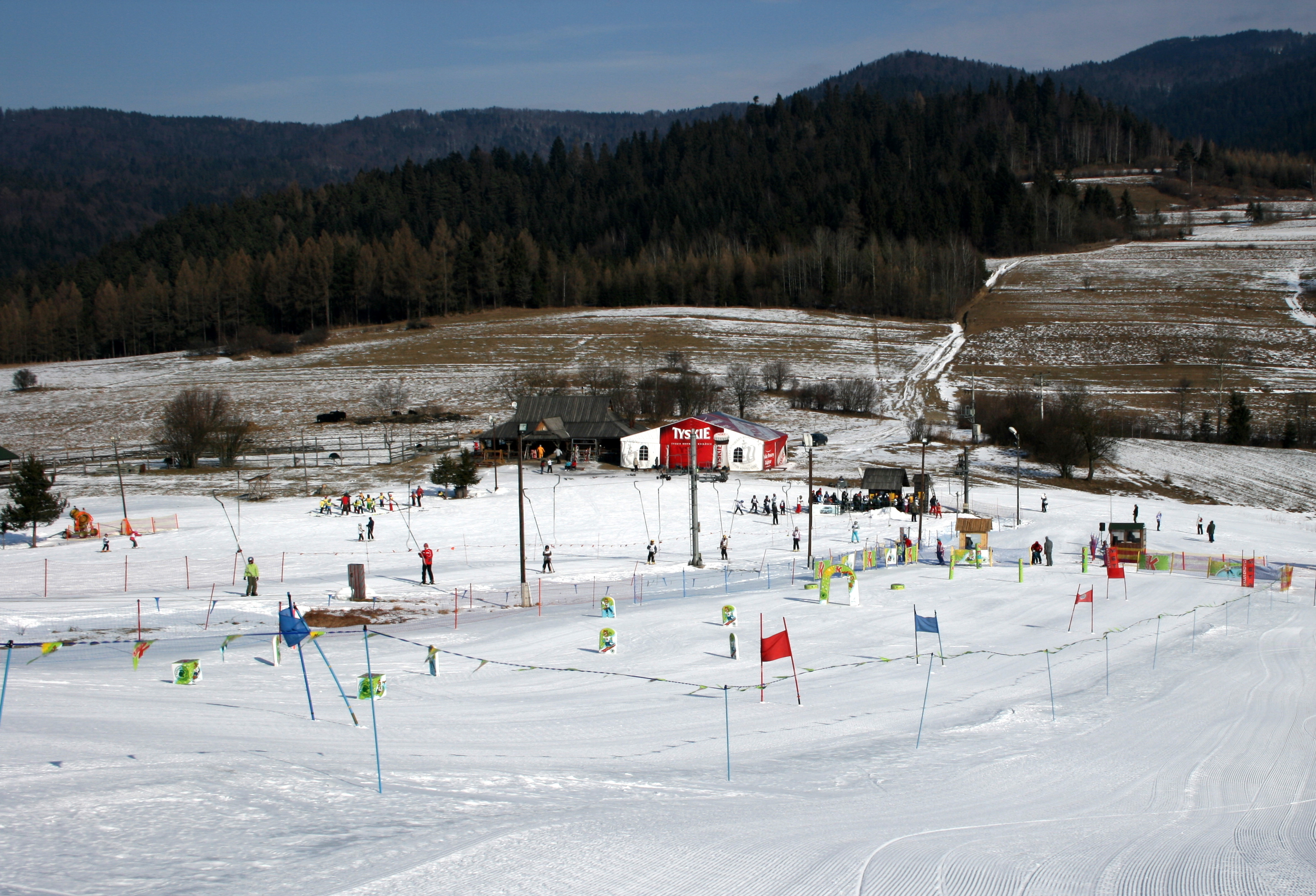
Ośla łączka w Ośrodku Narciarskim Czorsztyn-Ski w Kluszkowcach

Ośla łączka – popularna nazwa bardzo łatwego stoku narciarskiego, o bardzo małym nachyleniu i niewielkiej długości, przeznaczonego dla dzieci i początkujących narciarzy. Ośle łączki są przeważnie wydzielone i wyposażone w specjalne, wolno poruszające się (czasami specjalnie przystosowane dla dzieci) wyciągi narciarskie typu talerzyk, „wyrwirączka” lub ruchomy chodnik. Stok przeważnie klasyfikowany jest jako zielony. Na stoku często poustawiane są łatwe slalomy z dmuchanych postaci, choinek, znaków lub tyczek. Ośle łączki mogą być stałym elementem kompleksów narciarskich (np. „Kaprun I.” i „Kaprun II.” w czeskiej miejscowości Rokytnice nad Jizerou) lub mogą być aranżowane okazjonalnie (np. na jeden sezon) przez  firmę sponsorującą.